# Tinsulanonstadion
Het Tinsulanonstadion (Thai: สนามติณสูลานนท์) is een multifunctioneel stadion in Songkhla, in Thailand. 
Het stadion wordt vooral gebruikt voor voetbalwedstrijden, de voetbalclub FC Songkhla United maakt gebruik van dit stadion. Het stadion werd ook gebruikt voor het voetbaltoernooi op de Aziatische Spelen van 1998 en het Aziatisch kampioenschap voetbal onder 23 van 2020.
In het stadion is plaats voor 30.102 toeschouwers. Het stadion is vernoemd naar Prem Tinsulanonda (1920–2019), Thais militair en politicus, geboren in Songkhla.